# 6 Волос Вероники
6 Волос Вероники (лат. 6 Comae Berenices), HD 106661 — одиночная звезда в созвездии Волос Вероники на расстоянии приблизительно 212 световых лет (около 65 парсек) от Солнца. Видимая звёздная величина звезды — +5,097m. Возраст звезды определён как около 394 млн лет.

## Характеристики
6 Волос Вероники — белая звезда спектрального класса A3V, или A2, или A1V. Масса — около 2,555 солнечной, радиус — около 2,494 солнечного, светимость — около 31,623 солнечной. Эффективная температура — около 8548 K.

## Планетная система
В 2019 году учёными, анализирующими данные проектов HIPPARCOS и Gaia, у звезды обнаружена планета HIP 59819 b.